# ژوزف-دیودونه اواگون
ژوزف-دیودونه اواگون (فرانسوی: Joseph-Dieudonné Ouagon‎؛ زادهٔ ۱۰ نوامبر ۱۹۶۲) بازیکن بسکتبال اهل جمهوری آفریقای مرکزی بود. وی در بازی‌های المپیک تابستانی ۱۹۸۸ شرکت کرده‌است.